# Sulzbach (Weinheim)

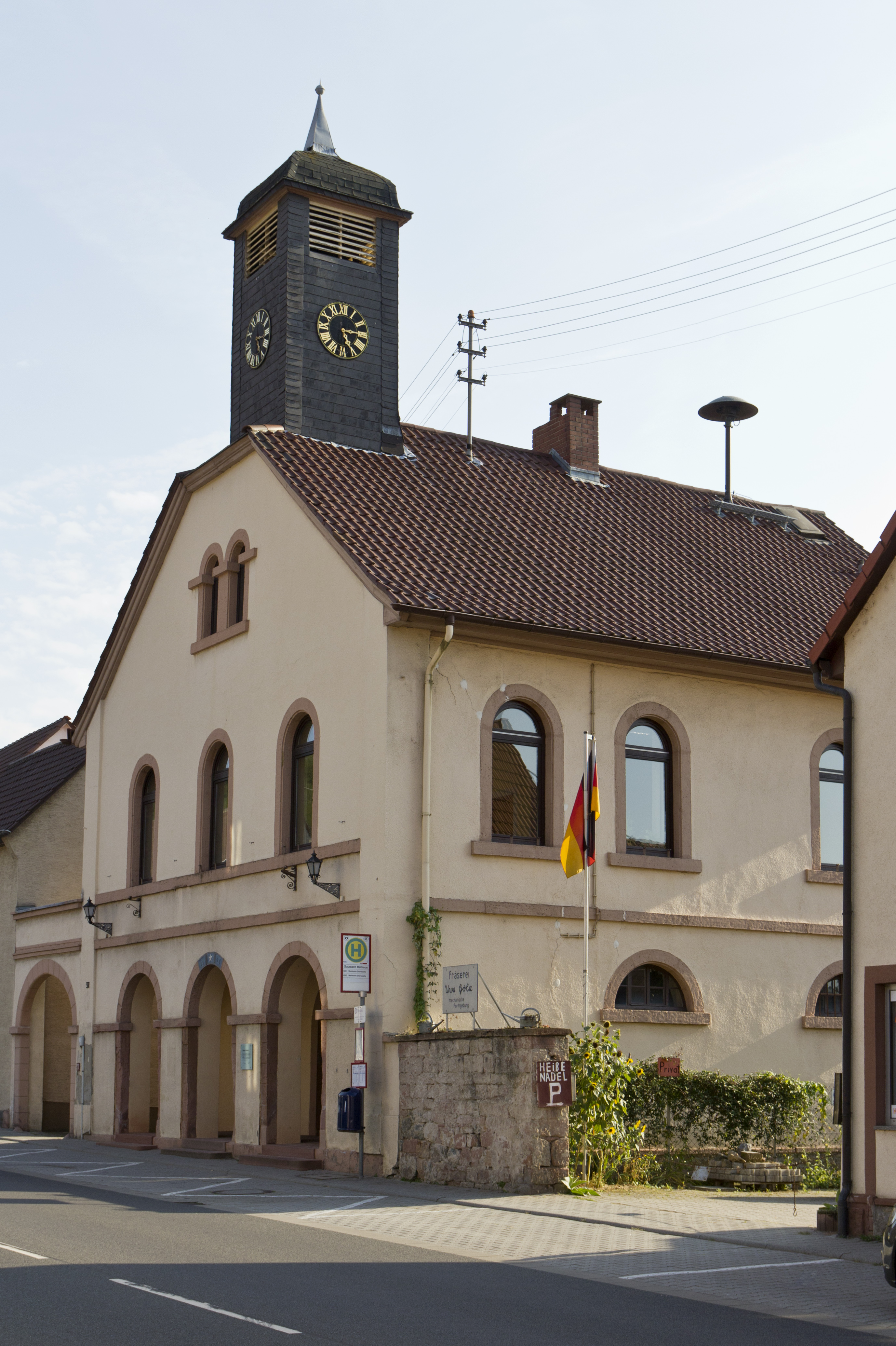
Altes Rathaus

Sulzbach ist der nördlichste Stadtbezirk der Kreisstadt Weinheim im Rhein-Neckar-Kreis in Baden-Württemberg. Am 31. Dezember 2020 hatte Sulzbach 2762 Einwohner.

## Lage
Sulzbach liegt südlich von Hemsbach und nördlich der Kernstadt von Weinheim an der Bergstraße. Der Ort wird durch die Bahnstrecke Frankfurt am Main–Heidelberg geteilt, der größte Teil liegt östlich der Bahn. Lediglich Sulzbach-West liegt westlich der Bahn und grenzt nahtlos an die Wohnbebauung von Hemsbach. 

## Geschichte
Sulzbach wurde im Jahr 805 erstmals erwähnt. Bis 1812 bildete es mit Hemsbach eine gemeinsame Gemeinde. Beide Orte waren zunächst im Besitz des Klosters Lorsch, ehe sie in den Einflussbereich der Kurpfalz gelangten. Nach mehreren Besitzwechseln gelangten sie 1705 endgültig an die Kurpfalz und nach deren Auflösung 1803 an Baden. 1812 wurde Sulzbach selbständig. Ab 1939 war es Teil des Landkreises Mannheim.
Am 17. Oktober 1813 wurde der Architekt Heinrich Leonhard in Sulzbach geboren.
Über Jahrhunderte war das Dorf eine Gemeinde, die von bäuerlichen Strukturen geprägt war. Nach dem Zweiten Weltkrieg trat die Landwirtschaft in den Hintergrund, und Sulzbach wurde städtischer Vorort von Weinheim. Am 1. Juni 1972 wurde Sulzbach nach einem Bürgerentscheid in die Stadt Weinheim eingegliedert.

## Wappen
Die Blasonierung des Wappens lautet: In Blau ein fünfzackiger, geschliffener silberner Stern. Es geht zurück auf ein Ortszeichen aus dem Jahr 1813 und wurde 1910 vom Generallandesarchiv verliehen. Die Farben sind dem Wappen der kurpfälzischen Wittelsbacher entnommen.

## Verkehr
Sulzbach liegt an der Bundesstraße 3 zwischen Weinheim und Hemsbach. Seit Mai 2015 gibt es eine parallele Anbindung über die Kreisverbindungsstraße K4229. Buslinien verbinden Sulzbach mit Laudenbach, Hemsbach und den anderen Weinheimer Ortsteilen.
Der Haltepunkt Weinheim-Sulzbach wurde an der Bahnstrecke Frankfurt am Main–Heidelberg am südlichen Ortsrand eingerichtet und ist seit Dezember 2020 in Betrieb. Dort halten die Züge der Linie S 6 der S-Bahn Rhein-Neckar mit Direktverbindungen nach Bensheim, Mannheim, Worms und Mainz.

## Schulen
- Carl-Orff-Schule (Grundschule)

## Kindergärten
- Evangelischer Kindergarten
- Katholischer Kindergarten